# Ulrich II. von Rosenberg

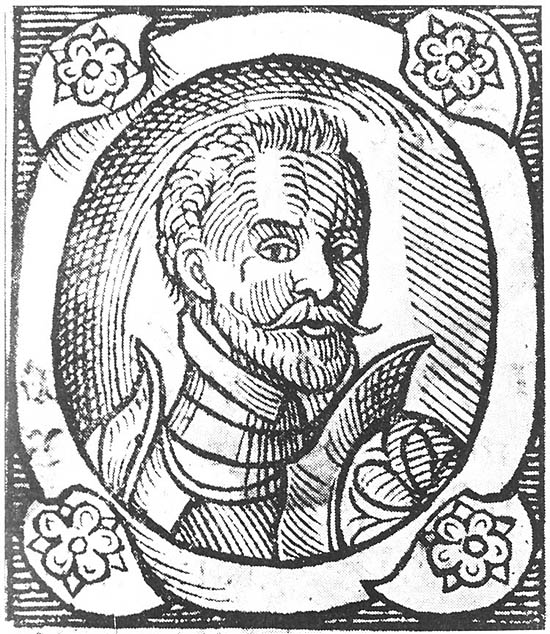
Oldřich II. z Rožmberka

Ulrich II. von Rosenberg (tschechisch Oldřich II. z Rožmberka; * 13. Januar 1403; † 28. April 1462 in Krumau) war ein tschechischer Landeshauptmann und von 1438 bis 1444 Statthalter von Böhmen sowie Regent des Hauses Rosenberg.

## Leben

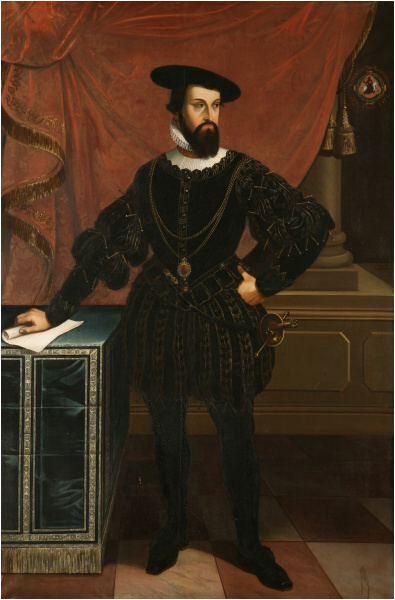
Oldřich II. z Rožmberka

Seine Eltern waren Heinrich III. von Rosenberg und Elisabeth von Krawarn und Blumenau. Nach dem Tod des Vaters 1412 wurde Ulrich unter die Vormundschaft Čeněks von Wartenberg sowie weiterer Adeliger gestellt. Unter dem Einfluss seiner Mutter und des Vormunds Čeněk von Wartenberg, die dem Utraquismus nahestanden, sympathisierte auch Ulrich mit diesem. Nach Erreichung der Volljährigkeit übernahm er 1418 die Regentschaft über die Rosenberger Besitzungen. Am 20. April 1420 unterschrieb er einen öffentlichen Aufruf, Sigismund nicht als König anzuerkennen. Wegen der durch die Hussiten verübten Grausamkeiten wandte er sich kurze Zeit später von diesen ab und wechselte auf die Seite des Königs Sigismund. Für diesen zog er Mitte Juni 1420 nach Tábor, das von Sigismund erfolglos belagert wurde. Am 30. Juni 1420 wurde Ulrichs Heer von dem Hussitenhauptmann Nikolaus von Husi überfallen und geschlagen, so dass Ulrich die Flucht ergreifen musste.
Nachdem die Taboriten von Kamnitz aus Beutezüge in Ulrichs Gebiet unternahmen, überfiel er sie, konnte jedoch Kamnitz nicht einnehmen. Deshalb ließ er es niederbrennen. Priester der Hussiten, die ihre Lehre nicht widerrufen wollten, hielt er auf seinen Burgen fest.
Am 3. September 1420 wurde Ulrich zusammen mit Wenzel von Dauba (Václav z Dubé) und Peter von Sternberg (Petr ze Šternberka) zum Hauptmann von Bechin sowie des Prachiner Kreises ernannt.
Am 12. November 1420 überfiel Jan Žižka die Stadt Prachatitz. Auch das Kloster Goldenkron wurde Angriffsziel der Hussiten, die am 13. November 1420 Burg Pribenitz einnahmen. Am 18. November 1420 kam es, bedingt durch militärische Misserfolge und finanzielle Schwierigkeiten Ulrichs zu einer Schlichtung. Ulrich verpflichtete sich gegenüber Žižka, Chval von Machovic, Zbyněk von Buchov, Pavlík von Mužic und der Stadt Písek auf seinen Besitzungen bis zum 4. Februar 1421 die Vier Prager Artikel gelten zu lassen. Ein ähnliches Friedensabkommen schloss er mit Ulrich von Tabor (Oldřich Táborský) ab.
Da die Plünderungen auf seinen Ländereien anhielten, musste er aus Geldnot 1421 die Burg Rosenberg verpfänden und Haslach verkaufen. Im Sommer 1421 gelang ihm die Einnahme von Sobieslau. 1422 belagerten die Hussiten Wittingau, plünderten die Umgebung und eroberten Gratzen. Die Klöster Goldenkron und Hohenfurt setzten sie in Brand. 1425 teilte Ulrich dem König Sigismund mit, dass er nicht mehr in der Lage sei, weitere Kriege zu führen und zu finanzieren. Daraufhin schenkte ihm Sigismund wegen seiner Verdienste 1426 die heimgefallen Burgen Welisch (lateinisch castrum Weliss) und Brada (castrum Brada), die Städte Jitschin (opidum Giczin), Neubidschow (opidum Bydzow), (Hoch) Wessely (Wesels), die Burg Lipnitz an der Sasau mit der unter dieser liegenden Stadt (castrum Lipnicz cum opido, quod est sub castro) und die Stadt Deutschbrod.
1427 musste er Wittinghausen verpfänden und 1428 weitere Dörfer verkaufen. Durch Beutezüge des Jan Smil von Krems verlor er Burg Lipnice, die er gemäß Schiedsurteil 1429 endgültig abtreten musste.
Am 28. Februar 1434 ernannte Kaiser Sigismund Ulrich II. von Rosenberg zum bevollmächtigten Stellvertreter für die Verhandlungen mit den Utraquisten, wodurch er zum führenden Repräsentanten der Katholiken aufstieg.
Nach der Schlacht von Lipan besiegte Ulrich 1435 die übrig gebliebenen Kämpfer der Aufständischen bei Kretsch in der Nähe von Pilgrams. In gemeinsamen Verhandlungen mit Přibík von Klenow (Přibík z Klenové) war Ulrich maßgeblich an der Beendigung der Hussitenkriege beteiligt, die mit Vertrag vom 18. November 1436, den von König Sigismund besiegelt hatte, beendet wurden. Im selben Jahr wurde Sigismund auf dem Iglauer Landtag mit den Iglauer Kompaktaten als böhmischer König anerkannt. Zum Dank bekam Ulrich Groß Poreschin und Lomnitz. 1437 erlangte er durch ein Falsifikat in den Besitz von Wesseli an der Lainsitz. Im Juni 1437 erwarb er die Herrschaft Přiběnice der Stadt Tábor wieder ab und ließ die Burg Příběnice sowie die Burg Přiběničky, die beiden Parteien als Zufluchtsort dienten, zerstören. Von Kaiser Sigismund erhielt er Zvíkov sowie das Kloster Milovice als Pfand. Gemeinsam mit Hynek Ptáček von Pirkstein und Aleš Holický von Sternberg eroberte er die Burg Velký Malahov (Wassertrompeten) und zerstörte sie. In Božejov belagerte Ulrich die Feste, die der Taborit Jarosch von Drahonitz (Jaroš z Drahonic) bewohnte. Bevor sie jedoch von Ulrich eingenommen werden konnte, brannte sie Jarosch nieder und flüchtete nach Wodnian. Am 7. März 1445 sollen sich beide versöhnt haben.
Nach dem Tod Kaiser Sigismunds kam es zu Auseinandersetzungen um die Nachfolge im Königreich Böhmen. Ulrich unterstützte zusammen mit anderen adeligen Katholiken und den gemäßigten Utraquisten die Kandidatur von Sigismunds österreichischen Schwiegersohn, Herzog Albrecht, den er am 30. Dezember 1437 zusammen mit Meinhard von Neuhaus vorschlug. Sigismunds Witwe Barbara von Cilli mit ihren Anhängern unter Führung von Hynek Ptáček von Pirkstein favorisierte dagegen den polnischen König Władysław III. Am 29. Juni 1438 zog Albrecht in Prag ein. Bei der Krönungszeremonie soll Ulrich von Rosenberg Albrecht die Krönungsinsignien überreicht haben. 1439 ernannte König Albrecht Ulrich von Rosenberg und Meinhard von Neuhaus zu Landeshauptleuten des Königreichs Böhmen.
Nach dem Tod Albrechts unterstützte Ulrich zunächst die Kandidatur Albrechts von Bayern. Erst als dieser die Krone verweigerte, setzte er sich für den noch minderjährigen Sohn des verstorbenen Königs Albrecht Ladislaus Postumus ein. Um Ladislaus Krönung voranzutreiben, reiste Ulrich mehrmals zu Kaiser Friedrich nach Wien, der die Machtübernahme durch Ladislaus vor dessen Volljährigkeit verweigerte.
Unrühmlich ging Ulrich wegen der Ermordung Jan Smil von Křemže in die Geschichte ein. Dieser geriet als Anhänger der Hussiten in Gegnerschaft mit Ulrich, der ihn Anfang der 1420er einige Zeit gefangen hielt. Vermutlich weil er es auf Jan Smils Besitzungen abgesehen hatte, bezichtigte er ihn 1439 der Urkundenfälschung und nahm ihn wieder gefangen. Obwohl Jan Smil im Juli 1444 dem Rosenberger seine Besitzungen Prachatitz, Burg Hus, Wallern, Burg Vildštejn und Křemže überließ, wurde er 1447 trotzdem in Krumau hingerichtet.
Nachdem 1448 der spätere König Georg von Podiebrad und seine Anhänger Prag eingenommen hatten und zum Landesverwalter gewählt worden war, verlor Ulrich von Rosenberg seinen politischen Einfluss. 1449 gründete er die sogenannte „Strakonitzer Einheit“, eine Vereinigung katholischer Adeliger, die sich gegen Georg von Podiebrad wandte.
Dank der Aneignung von Kirchenbesitz, insbesondere der Klostergüter (wie Kloster Goldenkron), und der Verdrängung des niederen Adels gelang es ihm, in Südböhmen ein räumlich geschlossenes rosenbergisches Dominium zu schaffen, das in der Zeit nach der Hussitenrevolution in seiner enormen territorialen Ausdehnung mit kleineren Fürstentümer im Römisch-Deutschen Reich verglichen werden konnte. Die Arrondierung der Besitzungen und die militärischen Aktivitäten vertieften jedoch auch die Verschuldung seines Vermögens.
Am 13. November 1451 übergab Ulrich die Herrschaft an seine Söhne Heinrich IV., Jost II. und Johann II., wobei Heinrich seine Brüder vertreten sollte. Als Gegenleistung verlangte Ulrich die Einnahmen aus Wittingau und Krumau. Trotzdem trat Ulrich bis 1456 gemeinsam mit Heinrich als Verfasser und Empfänger von Urkunden und Verträgen auf. Nach Heinrichs Tod 1457 übernahm die Herrschaft der drittgeborene Sohn Johann, da der zweitgeborene Jost dem geistlichen Stand angehörte. Nachfolgend kam es zu Streitigkeiten zwischen Johann und seinem Vater Ulrich, die dazu führten, dass sich Ulrich am 27. Juli 1457 eine Zeit lang auf die Burg Maidstein zurückzog. 1461 eskalierte der Streit derart, dass Georg von Podiebrad Jost, den zweiten Sohn Ulrichs, inzwischen Bischof von Breslau, als Schlichter in der Familiensache einsetzte. Im Schiedsspruch vom 17. August 1461 wurde festgelegt, dass Ulrich sich auf sein Krumauer Schloss zurückzuziehen habe und von Johann entsprechend materiell entschädigt werden solle. Ein Jahr später starb Ulrich dort.

### Fälschungen

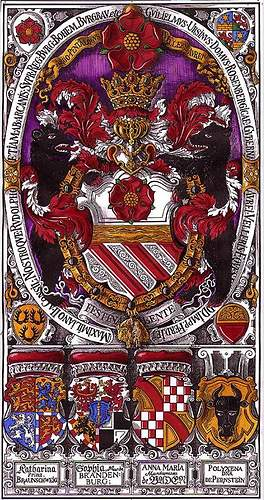
Wappen Wilhelms von Rosenberg mit orsinischen Motiven Gvilielmvs Ursinvs domvs Rosenbergicae gvberna[tor]

Ulrich II. von Rosenberg legte um die Mitte des 15. Jahrhunderts mehrere gefälschte Urkunden vor, mit denen das Prestige der Rosenberger erhöht oder mit denen die Ansprüche auf bestimmte Besitzungen nachgewiesen werden sollten. U. a. kamen auf diese Weise die unrichtigen Angaben zustande, Peter I. von Rosenberg habe im Französisch-englischen Krieg eine Heldentat begangen, als er das Banner des Feindes erbeutete.
Mit einer ebenfalls gefälschten Urkunde, die auf den 14. November 1264 datiert worden war, soll Ottokar II. Přemysl das Kloster Goldenkron in den Schutz Woks von Rosenberg und seiner Nachkommen gestellt und ihm für die Ländereien des Klosters das Jagdrecht erteilt haben. Dieser Sachverhalt soll vom böhmischen König Johann von Luxemburg mit einer Urkunde vom 17. September 1333 bestätigt worden sein. Auch diese Urkunde wurde später von den Historikern relativ einfach als ein Falsifikat erkannt. Den Fälschern ist offensichtlich entgangen, dass Wok zum Zeitpunkt der ersten Urkunde von 1264 bereits seit zwei Jahren tot war. Ulrich II. von Rosenberg nutzte jedoch dieses Falsifikat, um sich während der Hussitenkriege die Goldenkroner Klostergüter anzueignen.
Auch das 1497–1501 von Peter IV. von Rosenberg im Böhmischen Landtag durchgesetzte Landesgesetz, die Vladislavsche Landesordnung mit dem die privilegierte Stellung der Rosenberger vor allen übrigen böhmischen Adeligen und vor den Mitgliedern der Landesregierung anerkannt wurde, kam durch eine Fälschung zustande. Es bezog sich auf ein Dokument von 1341, in dem König Johann die höchste Stellung der Rosenberger unter dem böhmischen Adeligen bestätigt haben soll. Sie stellte sich jedoch später als eine Fälschung der rosenbergischen Kanzlei heraus.
Entsprechend einem Eintrag in der böhmischen Landtafel aus dem Jahr 1493 sollte das Rosenbergische Dominium ungeteilt vererbt werden. Erst in der Neuzeit stellte sich die angebliche Unteilbarkeit als ein Falsifikat aus der Kanzlei Ulrichs II. heraus. Der Landtafel-Eintrag aus dem Jahre 1493 basierte nämlich auf einer nicht existenten Bestätigung des Königs Karl IV., die dieser angeblich 1360 ausgestellt haben soll.
Die angebliche Abkunft der Rosenberger von den römischen Orsini kam dadurch zustande, dass Ulrich II. eine fiktive genealogische Abkunft von den Fürsten Orsini konstruierte, die 1469–1481 von drei Mitgliedern dieser Familie bestätigt wurde. Die Legende wurde nach 1594 von dem Rosenberger Hofchronisten und Archivar Václav Březan in seinen Monumenta Rosenbergica nochmals aufgegriffen und dadurch verbreitet. Da Březan die Rosenbergische Chronik und weitere Veröffentlichungen anhand der ihm vorliegenden Archivalien verfasste und ihm die Fälschungen nicht bekannt waren, erhält der aus der Chronik stammende Summarische Auszug aus dem Jahre 1609 ebenfalls zahlreiche Irrtümer, die u. a. auf die Verwendung der gefälschten Urkunden zurückgeführt werden können. Die Chronik ist als Norbert Heermann's Rosenberg'sche Chronik in der deutschen Übersetzung erhalten geblieben.
Ungeachtet dessen führt seit 1683 bis heute das gleichnamige österreichische Adelsgeschlecht Rosenberg den Namen Orsini-Rosenberg, wobei es sich auf die Urkunden Ulrichs II. von Rosenberg beruft, obwohl die Verwandtschaft mit der böhmischen Linie nicht belegbar ist.

## Familie

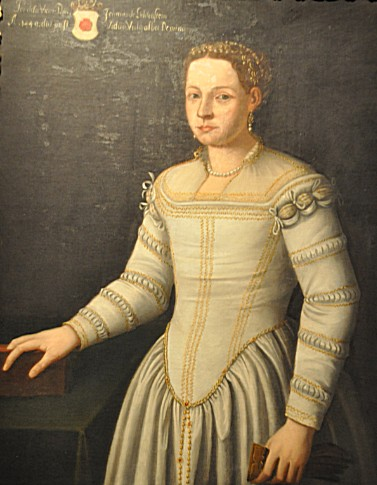
Perchta z Rožmberka

1418 vermählte sich Ulrich mit Katharina von Wartenberg († 1436). Der Ehe entstammten die Kinder
- Heinrich IV. von Rosenberg († 1457)
- Jost II. von Rosenberg († 1467)
- Johann II. von Rosenberg († 1472)
- Agnes von Rosenberg († 1488)
- Ludmila († nach 1452), war mit Boshuslav von Schwanberg (Bohuslav ze Švamberka) verheiratet
- Perchta von Rosenberg († 1476), war seit 1449 mit Johann von Liechtenstein verheiratet

Nach Katharinas Tod 1436 vermählte sich Ulrich in zweiter Ehe mit Elisabeth von Schwanberg (Alžběta ze Švamberka).
Bis zum 3. Mai 1436, als Katharina von Wartenberg starb, durfte Ulrich hoffen, dass er durch seine Gattin das wartenbergische Erbe erwerben würde. Nach Katharinas Tod wurde aber Machna von Wessely die Alleinerbin der wartenbergischen Güter.